# Bore (Olaszország)
Bore (emilián nyelven Bóri) település Olaszországban, Emilia-Romagna régióban, Parma megyében. Lakosainak száma 652 fő (2023. január 1.). Bore Morfasso, Pellegrino Parmense, Varano de’ Melegari, Varsi, Vernasca és Bardi községekkel határos.

## Népesség
A település népessége az elmúlt években az alábbi módon változott:
| Lakosok száma | 726  | 718  | 652  |
|               | 2017 | 2018 | 2023 |